# 14. Międzynarodowy Festiwal Filmowy w Berlinie
14. Międzynarodowy Festiwal Filmowy w Berlinie odbył się w dniach 26 czerwca – 7 lipca 1964 roku. W konkursie głównym zaprezentowano 22 filmy pochodzące z 14 różnych krajów.
Jury pod przewodnictwem amerykańskiego reżysera Anthony'ego Manna przyznało nagrodę główną festiwalu, Złotego Niedźwiedzia, tureckiemu filmowi Upalne lato w reżyserii Metina Erksana. Na festiwalu zaprezentowano trzy retrospektywy poświęcone twórczości: francuskiego wynalazcy i pioniera sztuki filmowej Louisa Lumière'a, polskiej gwiazdy kina niemego Poli Negri oraz niemieckiego reżysera Paula Leniego.

## Członkowie jury

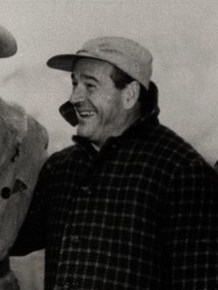
Przewodniczący jury konkursu głównego Anthony Mann.

### Konkurs główny
- Anthony Mann, amerykański reżyser − przewodniczący jury[2]
- Jorgos Cawellas, grecki reżyser
- Lucas Demare, argentyński reżyser
- Jacques Doniol-Valcroze, francuski reżyser i krytyk filmowy
- Takashi Hamama
- Gerd Ressing, niemiecki historyk
- Hermann Schwerin, niemiecki producent filmowy
- Richard Todd, brytyjski aktor

### Konkurs filmów dokumentalnych i krótkometrażowych
- Girija Mookerjee, indyjski historyk − przewodniczący jury
- Burhan Arpad, turecki pisarz i tłumacz
- Hans-Joachim Hossfeld, niemiecki reżyser
- Ferdinand Kastner, austriacki krytyk filmowy
- Peter Schamoni, niemiecki reżyser
- Aud Thagaard, norweska krytyczka filmowa
- Roland Verhavert, belgijski reżyser

## Selekcja oficjalna

### Konkurs główny
Następujące filmy zostały wyselekcjonowane do udziału w konkursie głównym o Złotego Niedźwiedzia i Srebrne Niedźwiedzie:
| Tytuł polski               | Tytuł oryginalny                 | Reżyseria                   | Kraj produkcji    |
| -------------------------- | -------------------------------- | --------------------------- | ----------------- |
| Łatwa zgoda                | L'amour avec des si              | Claude Lelouch              | Francja           |
| Gładkie ręce               | الأيدي الناعمة El aydi el naema  | Mahmoud Zulfikar            | Egipt             |
| Kirke                      | Circe                            | Manuel Antín                | Argentyna         |
| Jak ciężko być niewierną   | La difficulté d'être infidèle... | Bernard Toublanc-Michel     | Francja           |
| Zbiedzy                    | Los evadidos                     | Enrique Carreras            | Argentyna         |
| Faust                      | Faust                            | Michael Suman               | Stany Zjednoczone |
| Karabiny                   | Oz Fuzis                         | Ruy Guerra                  | Brazylia          |
| Męski piknik               | Herrenpartie                     | Wolfgang Staudte            | RFN               |
| Ona i on                   | 彼女と彼 Kanojo to kare          | Susumu Hani                 | Japonia           |
| Latem o piątej po południu | Kesällä kello 5                  | Erkko Kivikoski             | Finlandia         |
| Lament dla bandyty         | Llanto por un bandido            | Carlos Saura                | Hiszpania         |
| Wielkie miasto             | মহানগর Mahanagar                  | Satyajit Ray                | Indie             |
| Noc musi nadejść           | Night Must Fall                  | Karel Reisz                 | Wielka Brytania   |
| Kobieta owad               | にっぽん昆虫記 Nippon konchûki   | Shōhei Imamura              | Japonia           |
| W niewoli uczuć            | Of Human Bondage                 | Ken Hughes i Henry Hathaway | Wielka Brytania   |
| Lombardzista               | The Pawnbroker                   | Sidney Lumet                | Stany Zjednoczone |
| Jego dziewczyna            | La ragazza di Bube               | Luigi Comencini             | Włochy            |
| Szkoła dla samobójców      | Selvmordsskolen                  | Knud Leif Thomsen           | Dania             |
| Upalne lato                | Susuz Yaz                        | Metin Erksan                | Turcja            |
| Tonio Kröger               | Tonio Kröger                     | Rolf Thiele                 | RFN               |
| Oferta matrymonialna       | La visita                        | Antonio Pietrangeli         | Włochy            |
| Czas niewinności           | Die Zeit der Schuldlosen         | Thomas Fantl                | RFN               |

## Laureaci nagród

### Konkurs główny
Złoty Niedźwiedź
- Upalne lato, reż. Metin Erksan

Srebrny Niedźwiedź dla najlepszego reżysera
- Satyajit Ray – Wielkie miasto

Srebrny Niedźwiedź dla najlepszej aktorki
- Sachiko Hidari – Kobieta owad i Ona i on

Srebrny Niedźwiedź dla najlepszego aktora
- Rod Steiger – Lombardzista

Srebrny Niedźwiedź – Nagroda Specjalna Jury
- Karabiny, reż. Ruy Guerra

### Konkurs filmów dokumentalnych i krótkometrażowych
Złoty Niedźwiedź
- Film dokumentalny:  Dwanaście milionów Holendrów, reż. Bert Haanstra
- Film krótkometrażowy:  Kirdi, reż. Max Lersch

Srebrny Niedźwiedź dla filmu krótkometrażowego
- Anmeldung, reż. Rob Houwer
- Kontraste, reż. Wolfgang Urchs
- Sunday Lark, reż. Sanford Semel

Srebrny Niedźwiedź – Nagroda Specjalna Jury dla filmu krótkometrażowego
- Signale, reż. Raimund Ruehl

### Pozostałe nagrody
Nagroda FIPRESCI
- Oferta matrymonialna, reż. Antonio Pietrangeli
  - Wyróżnienie:  Lombardzista, reż. Sidney Lumet

Nagroda UNICRIT (Międzynarodowej Unii Krytyki Filmowej)
- Dwanaście milionów Holendrów, reż. Bert Haanstra

Nagroda OCIC (Międzynarodowego Katolickiego Biura Filmowego)
- Ona i on, reż. Susumu Hani

Nagroda Interfilm (Międzynarodowego Jury Ewangelickiego)
- Szkoła dla samobójców, reż. Knud Leif Thomsen

Nagroda Młodych
- Film fabularny:  Ona i on, reż. Susumu Hani
  - Wyróżnienie:  Czas niewinności, reż. Thomas Fantl
- Film dokumentalny:  Dwanaście milionów Holendrów, reż. Bert Haanstra
- Film krótkometrażowy:  Anmeldung, reż. Rob Houwer /  Aru kikanjoshi, reż. Noriaki Tsuchimoto